# Chrysophyllum azaguieanum
Chrysophyllum azaguieanum är en tvåhjärtbladig växtart som beskrevs av J.Miège. Chrysophyllum azaguieanum ingår i släktet Chrysophyllum och familjen Sapotaceae. IUCN kategoriserar arten globalt som starkt hotad. Inga underarter finns listade i Catalogue of Life.